# Žydrūnas Ilgauskas
Žydrūnas Ilgauskas ( ? i  escolteu-ne la pronunciació en ogg) (5 de juny de 1975, Kaunas, Lituània) és un jugador de basquetbol de l'NBA que milita als Cleveland Cavaliers. Mesura 2,21 metres i pesa 108 kg, la seua posició natural és la de pivot i vesteix el dorsal número 11.
Seleccionat pels Cleveland Cavaliers en la 20a posició de la 1a ronda al Draft de 1996 procedent del BC Aisčiai-Atletas, club de basquetbol de Lituània. També és jugador de la selecció nacional.